# ローリー (ノースカロライナ州)
ローリー（Raleigh [ˈrɑːli]）は、アメリカ合衆国ノースカロライナ州中央部に位置する都市。同州の州都であり、ウェイク郡の郡庁所在地である。また、北はニュージャージー州から南はアラバマ州まで、ピードモント台地の東縁に連なる滝線都市の1つとして知られている。人口は46万7665人（2020年）で、シャーロットに次ぐ州第2の都市である。ローリー市域のほとんどはウェイク郡内に属し、一部が西隣のダーラム郡にかかっている。ローリーの郊外には、西に隣接する発展著しい大型衛星都市ケーリーをはじめ、いくつかの衛星都市化した町村がひしめいている。
ローリーは近隣のダーラムやチャペルヒルと共に、リサーチ・トライアングルと呼ばれる都市圏の中心都市として発展してきた。リサーチ・トライアングルの名は、1959年にこの地域に設置されたリサーチ・トライアングル・パークに由来している。また、この「トライアングル」という名はローリーのノースカロライナ州立大学、ダーラムのデューク大学、およびチャペルヒルのノースカロライナ大学の3つの大学に由来している。正式には、リサーチ・トライアングルはこの3都市の名を冠して、ローリー・ダーラム・ケーリー広域都市圏という。ローリー都市圏とダーラム・チャペルヒル都市圏の2つを抱え、11郡にまたがるこの広域都市圏は1,740,185人の人口を抱えている。また、そのうちの3郡を占めるローリー都市圏だけでも1,130,490人の人口を抱えている（いずれも2010年国勢調査）。
また、ローリーにはオークの木が多数立つことから、「オークの街」（City of Oaks）と呼ばれている。
なお、市名はここでは「ローリー」と表記されるが、現地の発音では「ラァリー」に近い。本項目においては、「ローリー」という表記を用いる。

## 歴史

### 創設期
1770年12月、ジョエル・レーンがノースカロライナ州議会に提出した嘆願書が通り、この地にウェイク郡が創設された。ウェイク郡域はカンバーランド、オレンジ、ジョンストンの各郡からそれぞれ一部が取られての再編によって形成された。郡名は当時の州知事ウィリアム・タイロンの妻、マーガレット・ウェイク・タイロンからつけられた。最初の郡庁はブルームズバリーに置かれた。

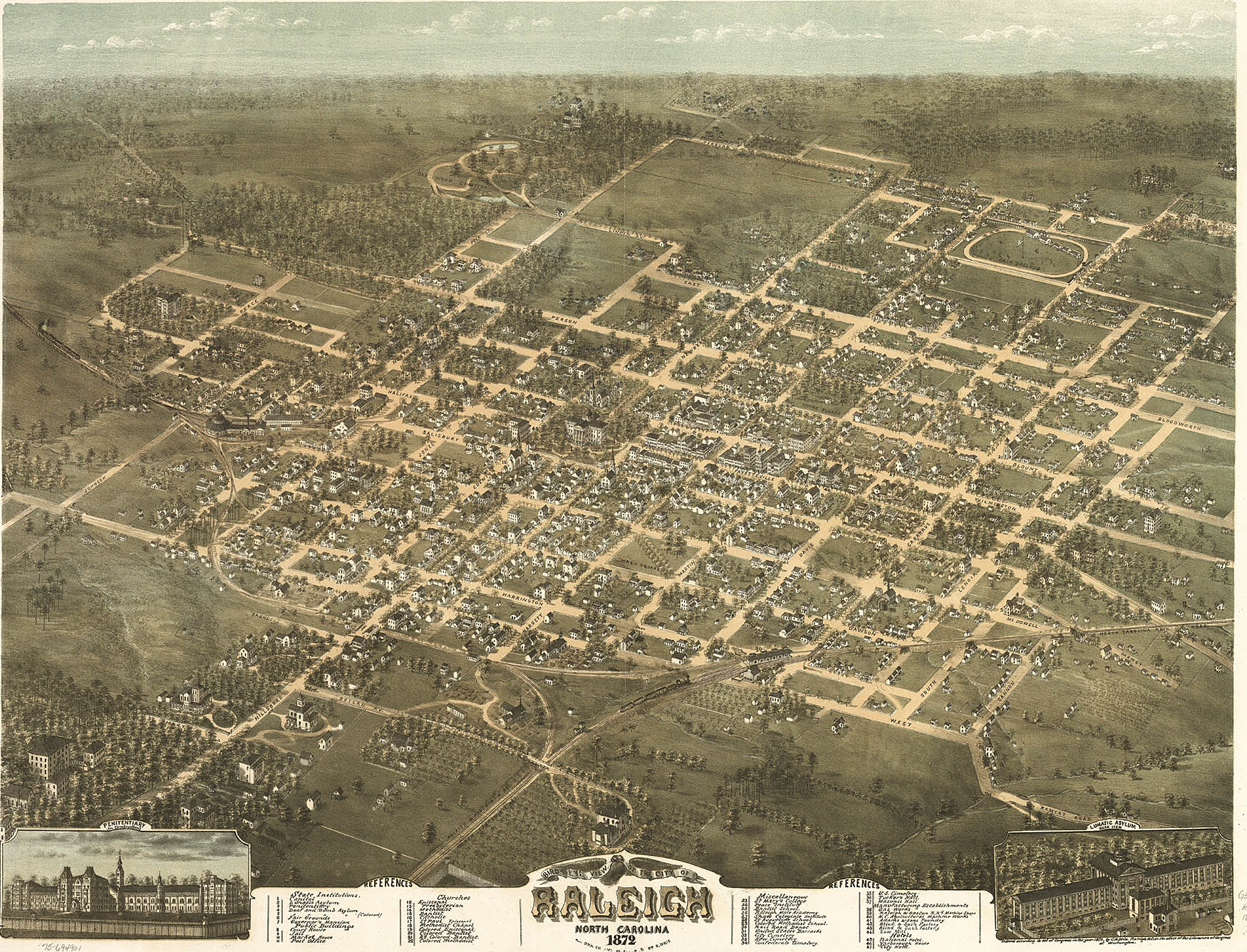
初期のローリー市街地。通りは碁盤の目のように整然と区画されている。（図は1872年）

ローリーが州都に選ばれたのはその18年後、1788年のことであった。公式には、ローリーが新しい州都、およびウェイク郡の新しい郡庁所在地として創設されたのは1792年であった。市名はロアノーク島に最初のイングランド植民地を築いたウォルター・ローリーからつけられた。この地に市が建設された理由の1つには、州議会議員がよく集まった酒場、アイザック・ハンターズ・タバンから10マイル（約16km）の範囲内にあったことがあったと考えられている。この地には既に創設されていた都市や町などは無かった。ローリーは全米でも数少ない、創設当初から州都として建設された都市の1つである。最初の市境はダウンタウンの東・西・南・北を走る通りで形成されていた。市内の通りは碁盤の目のように区画され、4つの公園と1つの中央広場が設けられた。1794年12月には、ローリーで初めてノースカロライナ州議会が開かれた。ローリーは正式な市となり、7人の議員からなる市議会と、警察行政長官が置かれた。警察行政長官は1799年に市長の管理下に置かれ、市議会は1803年以降は市から選出されるようになった。1799年には、ローリーで初の新聞となった、ノースカロライナ・ミネルバ・アンド・ローリー・アドバタイザー（N.C. Minerva and Raleigh Advertiser）紙が発刊された。
19世紀に入ると、やや遅れたもののインフラの整備が進められた。1818年には上下水道が引かれ、1819年には有志による消防団が結成された。1821年には全日勤務の消防局が設置された。1840年にはウィルミントン・アンド・ローリー鉄道、およびローリー・アンド・ガストン鉄道の2本の鉄道が開通した。
また、この1840年には、1831年に焼失し、その2年後、1833年に再建が始まった州会議事堂が完成した。現在残っている庁舎はこの年に再建されたものである。1853年には、ローリー近郊で最初のステート・フェアが開かれた。1858年には、ローリーで最初の高等教育機関となるピース女子大学が設立された。

### 南北戦争と人種の壁

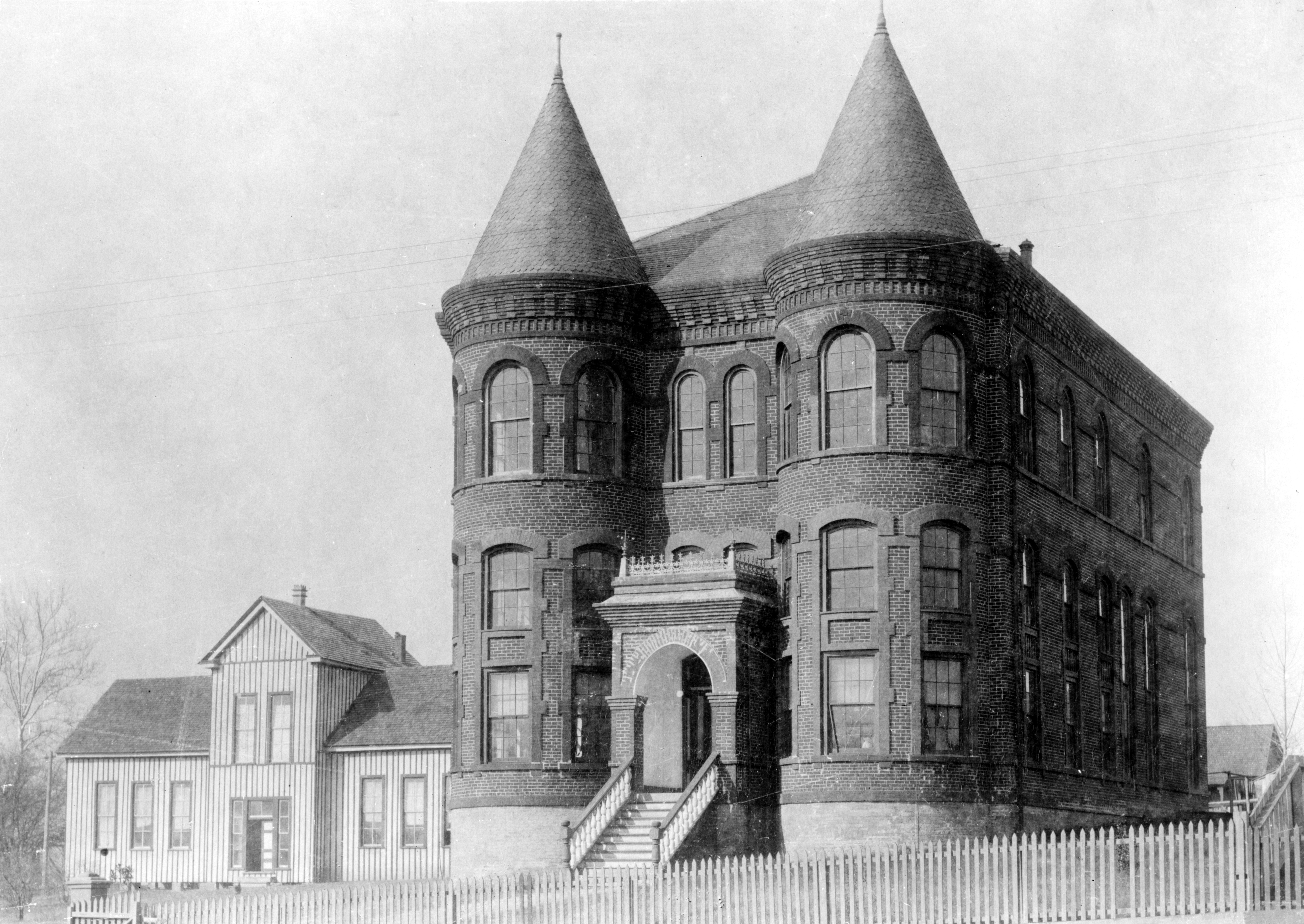
レナード・メディカル・センター、1899年

南北戦争が開戦すると、州知事ゼブロン・バード・バンスは北軍の攻撃からの防護を目的として、市の周囲に胸の高さまでの防壁を張り巡らすことを命じた。北軍のウィリアム・シャーマンがカロライナ方面作戦を展開している最中には、ローリーはジャドソン・キルパトリックの指揮下にあった北軍の兵士によって占領されていた。南軍の兵士が西へ逃走すると、北軍がそれを追い、近郊のモリスビルで戦闘となった。南北戦争中に市が大きく被害を受けることはなかったが、戦後の経済問題やレコンストラクションの影響もあいまって、その後数十年にわたってほとんど成長しなかった。
1865年に南北戦争が終結すると、アフリカ系の市民に教育の機会が与えられ、男子には参政権も与えられた。解放黒人局の助力により、多くの解放奴隷が田舎からローリーへと移入してきた。1865年には、南部初の黒人大学、ショー大学が開学した。ショー大学は開学当初は男子大学であったが、やがて共学に移行し、全米で初めてとなるアフリカ系女子学生の教育を行う校舎としてエステー・ホールが建てられた。また、ショー大学にはアフリカ系学生のための4年制医学校としては全米初となる、レナード・メディカル・センターも設置された。1867年には聖公会が解放奴隷を受け入れる高等教育機関としてセント・オーガスティンズ大学を開学した。さらに1869年には、州議会は全米初の、アフリカ系盲人・聾人学校をローリーに設置することを可決した。
しかし、人種の壁が完全に取り払われたわけではなかった。1900年、州議会は新しい州憲法案を可決させた。この州憲法により、ほとんどの黒人と多くの貧困層の白人から投票権が剥奪された。1908年には黒人票は0になった。アフリカ系の市民の多くが再び投票権を得たり、裁判において陪審員となったり、地方公務員として従事したりすることができるようになったのはそれからだいぶ後、1965年以降のことであった。クラレンス・E・ライトナーは1967年に市議会議員に当選、その後1973年には市長に就任し、ローリー市史上初のアフリカ系市長となった。

### 近代化
| フェイエットビル・ストリート - 左：1910年代 / 右：2006年 |  | フェイエットビル・ストリート - 左：1910年代 / 右：2006年 |
| フェイエットビル・ストリート - 左：1910年代 / 右：2006年 |  |                                                          |

ローリー最初の空港、カーティス・ライト飛行場は1929年に開港した。しかしこの空港は、市街地にあって手狭で、商業飛行には不向きであった。同じ年の10月24日、ニューヨーク証券取引所での株価暴落に端を発した世界恐慌により、ローリーでも6つの銀行が閉鎖される など、地域経済は困難に直面した。この状況の下、1930年代には市政府や州政府など、あらゆる階層の政府が一丸となって雇用の創出にあたった。また、ローリー市政府はレクリエーション・プログラムや教育プログラムを提供し、公共事業によって雇用を創出した。1932年にはローリー記念講堂（現プログレス・エナジー演技芸術センター）が開館した。同じ年にはノースカロライナ交響楽団が創設された。1934年から1937年にかけては、ニューディール政策の下、連邦の民間資源保存局がアンステッド州立公園を建設した。ノースカロライナ州議会はカーティス・ライト飛行場の代替となる、より規模の大きい空港をローリーとダーラムとの間に建設することを承認した。この結果、1943年にローリー・ダーラム国際空港が開港した。
1959年にハイテク産業を誘致すべく、ローリー・ダーラム・チャペルヒルの3市町間にリサーチ・トライアングル・パークが設立されると、ローリーは急成長を始めた。1950年には約6万5000人だった人口は、1960年には約9万人、1970年には約12万人に急増した。しかし、1977年にフェイエットビル・ストリート・モールができ、市のメインストリートであるフェイエットビル・ストリートが歩行者専用道に変えられると、ダウンタウンの活性化を目的としたその計画は外れ、かえって衰退を招いてしまった。2007年には、フェイエットビル・ストリートにおける自動車の通行が再び許可された。2008年、フェイエットビル・ストリートは国の史跡に指定された。
1990年代に入ると、ローリーのスカイラインにも高層ビルが加わるようになった。1991年には、ファースト・ユニオン・キャピタル・センター、およびトゥー・ハノーバー・プラザの2棟の高層ビルが完成した。2000年代には、34階建てのRBCバンクタワーがこれらに加わった。

## 地理

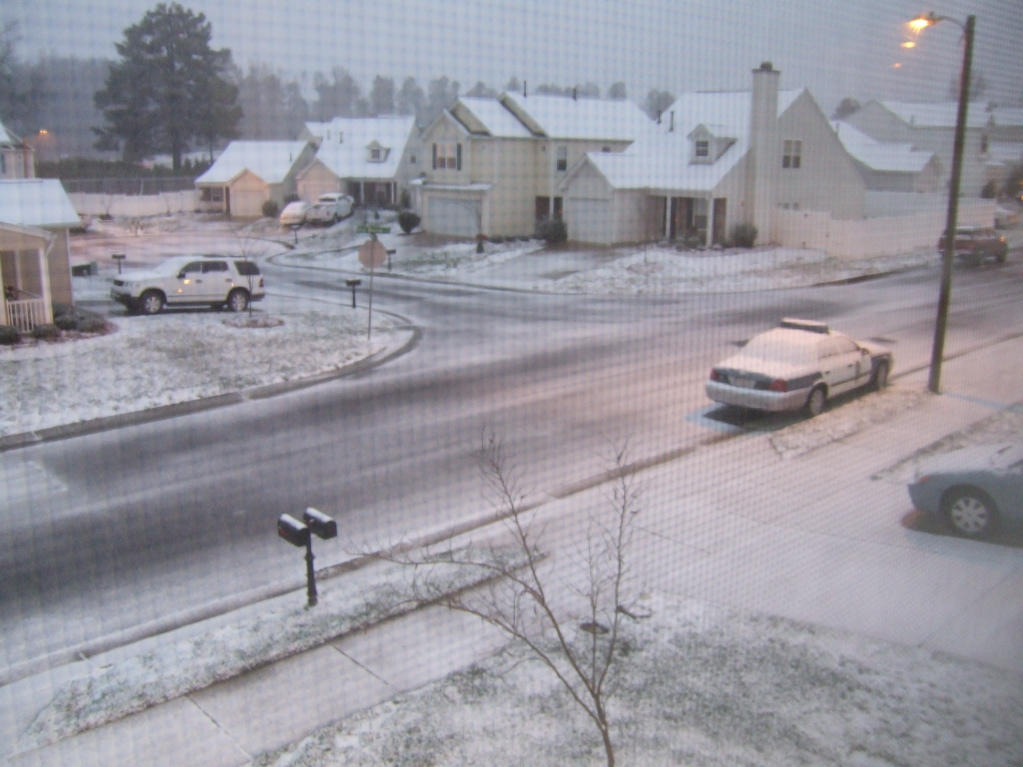
雪のローリー市内、2007年

ローリーは、北緯35度49分8秒 西経78度38分41秒 / 北緯35.81889度 西経78.64472度座標: 北緯35度49分8秒 西経78度38分41秒 / 北緯35.81889度 西経78.64472度に位置している。アメリカ合衆国統計局によると、ローリー市は総面積299.3km²（115.6mi²)である。そのうち296.8km²（114.6mi²)が陸地で2.5km²（1.0mi²)が水域である。総面積の0.84%が水域となっている。
ローリーはノースカロライナ州の中央部、ピードモント台地と大西洋岸平野の境界に位置しており、ピードモント台地の東縁に点在する滝線都市の1つとして知られる。市の平均標高は96mであるが、西のピードモント台地側にはなだらかな丘が連なるのに対し、東側は海岸平野となっており、その標高にも差がある。
ローリーから大西洋岸へは車で東へ約3時間、またアパラチア山脈のグレートスモーキー山地へは西へ約4時間ほどである。市はリッチモンドからは南へ233km、ワシントンD.C.からは南へ373km、シャーロットからは北東へ230kmに位置している。

### 気候
ローリーの気候は四季がはっきりしており、暑い夏と肌寒い冬、概ね過ごしやすい春・秋に特徴付けられる。夏の日中はしばしば摂氏30度を超えるが、夜になると摂氏20度前後まで下がり、熱帯夜になることはあまりない。冬の日中は摂氏10度ほどまで上がるが、夜になると摂氏0度前後まで下がり、氷点下に下がることも珍しくない。降水量は1年を通じほぼ一定で、夏にやや多くなり、春・秋にやや少なくなる。年間降水量は約1,060mm、降雪量は約17.8cmである。ケッペンの気候区分では温暖湿潤気候（Cfa）に属する。
|               | 1月  | 2月  | 3月  | 4月  | 5月  | 6月  | 7月   | 8月   | 9月  | 10月 | 11月 | 12月 | 年      |
| ------------- | ---- | ---- | ---- | ---- | ---- | ---- | ----- | ----- | ---- | ---- | ---- | ---- | ------- |
| 平均気温（℃） | 4.4  | 6.1  | 10.0 | 15.6 | 19.4 | 23.9 | 26.1  | 25.0  | 21.7 | 15.6 | 10.6 | 6.1  | 15.6    |
| 降水量（mm）  | 88.9 | 88.9 | 94.0 | 71.1 | 96.5 | 91.4 | 111.8 | 111.8 | 78.7 | 76.2 | 73.7 | 78.7 | 1,061.7 |

### 都市概観

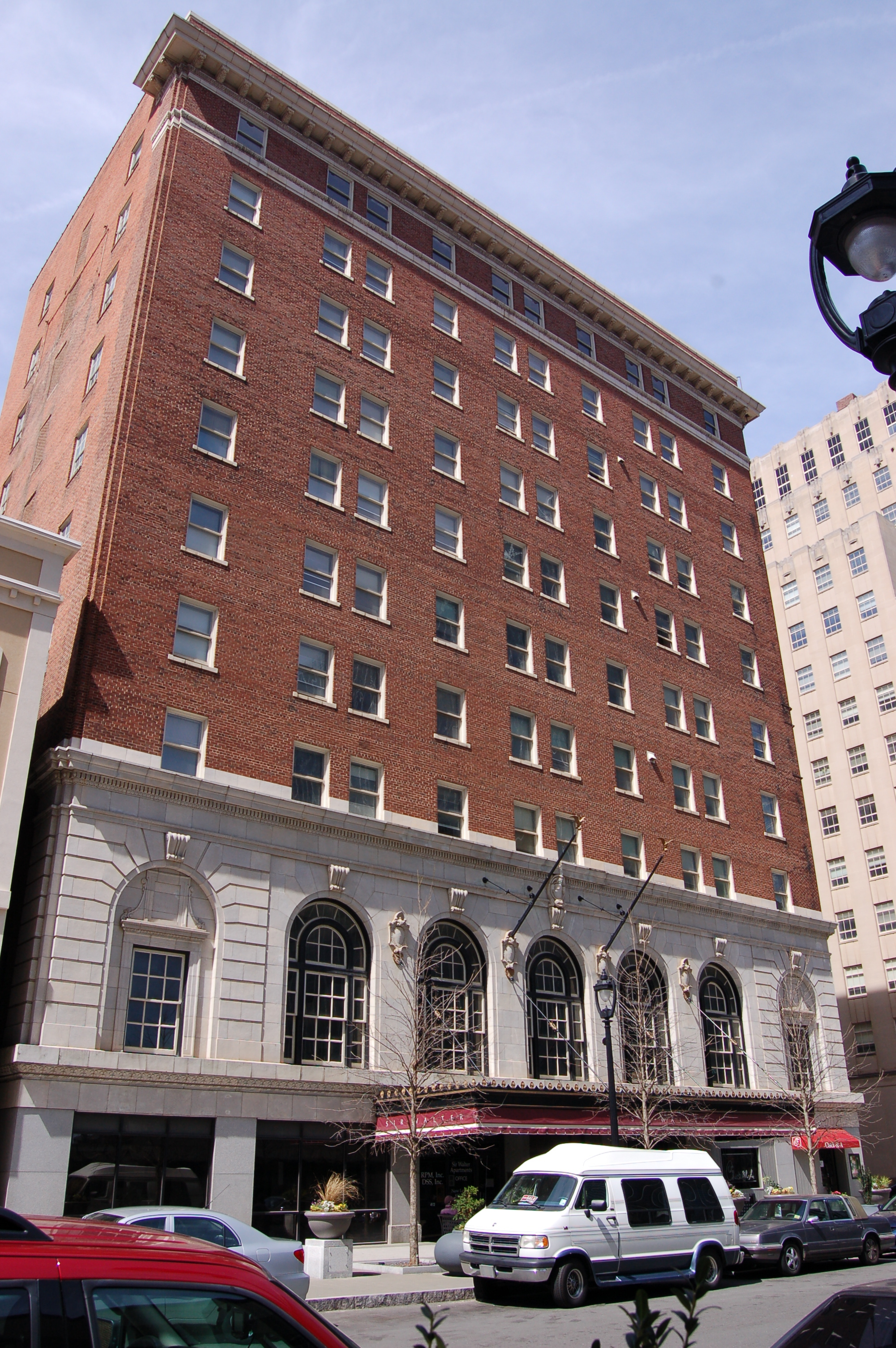
ダウンタウンのサー・ウォルター・ローリー・ホテル

ローリーは大きく分けると7つの地区に分かれる。市の中心部、環状道路I-440の内側はダウンタウン、もしくはオールド・ローリーと呼ばれる。ダウンタウンにはノースカロライナ州会議事堂をはじめとする州政府・市政府の中枢機関のほか、文化施設も集中している。また、1920年代に建てられたサー・ウォルター・ローリー・ホテルなどの歴史的建築物が点在し、国の史跡にも指定されているフェイエットビル・ストリートが通る、市の歴史地区でもある。
I-440の東側はイースト・ローリーと呼ばれる。一方、市の西側のウェスト・ローリーと呼ばれる地区にはノースカロライナ州立大学がキャンパスを構え、またノースカロライナ美術館が建っている。ウェスト・ローリー地区の西側にはケーリーが隣接している。
ノース・ローリーは急速に発展を遂げている新興住宅地である。ダウンタウンとこのノース・ローリーの間、I-440の少し北側の地区はミッドタウン・ローリーと呼ばれている。ノース・ローリーとミッドタウン・ローリーには、大規模な郊外型のショッピングモールもいくつか点在している。
市の南側、国道401号線・70号線沿いの地区はサウス・ローリーと呼ばれている。その東側、サウスウェスト・ローリーは、南北戦争の終戦時からアフリカ系の住民が多く住む地区で、貧しいインナーシティから郊外型の新興開発地まで、多様性に富んだ地区である。

## 政治

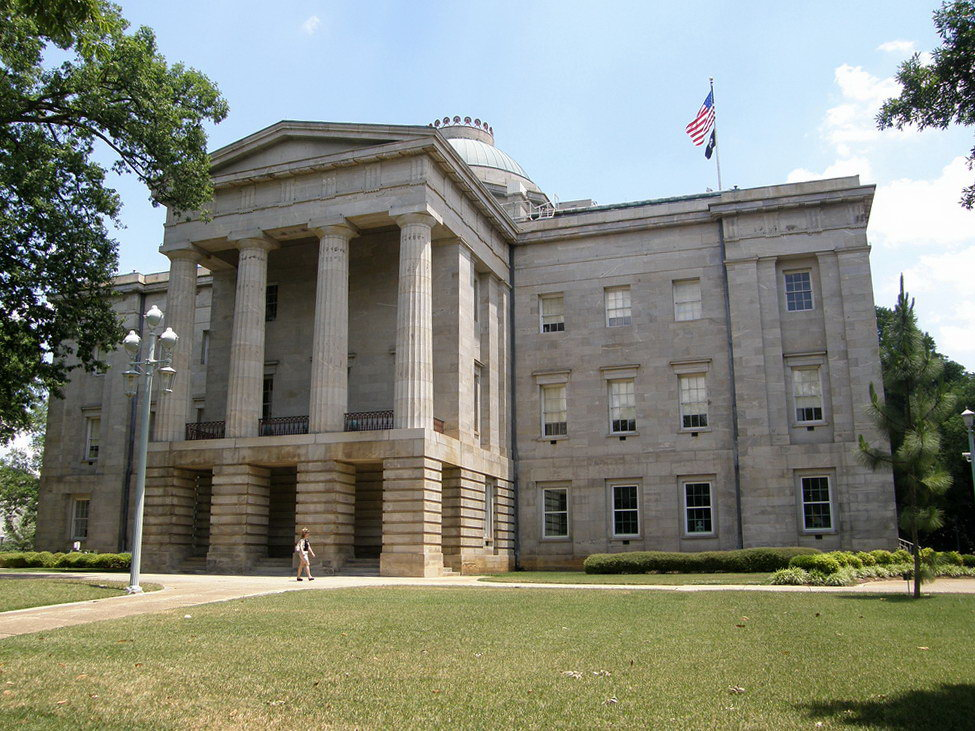
ノースカロライナ州会議事堂

州都であるローリーのダウンタウンには、ノースカロライナ州政府の中枢となる機関が集中している。ダウンタウンの中心に建つノースカロライナ州会議事堂には州知事室が置かれている。1840年に完成したこの庁舎内には、当初は州政府全体が置かれていたが、1940年にノースカロライナ州最高裁判所が、1963年にノースカロライナ州議会が、また1969年には副知事室が移転し、州会議事堂には州知事室のみが残っている。ノースカロライナ州議会は、州会議事堂の1ブロック北に立地するノースカロライナ州立法府に議場を置いている。
ローリーは1947年以降、シティー・マネージャー制を採っている。この制度の下では、市の政策の施行・監督はシティー・マネージャーの責任範囲にあり、市長はあくまで市議会の長という位置付けになる。ローリー市議会は市長および市議7名から成る。市長・市議とも任期は2年である。議員は市を5つに分けた各選挙区からそれぞれ1人ずつがまず選出され、残り2名はワイルドカードで選出される。

## 経済

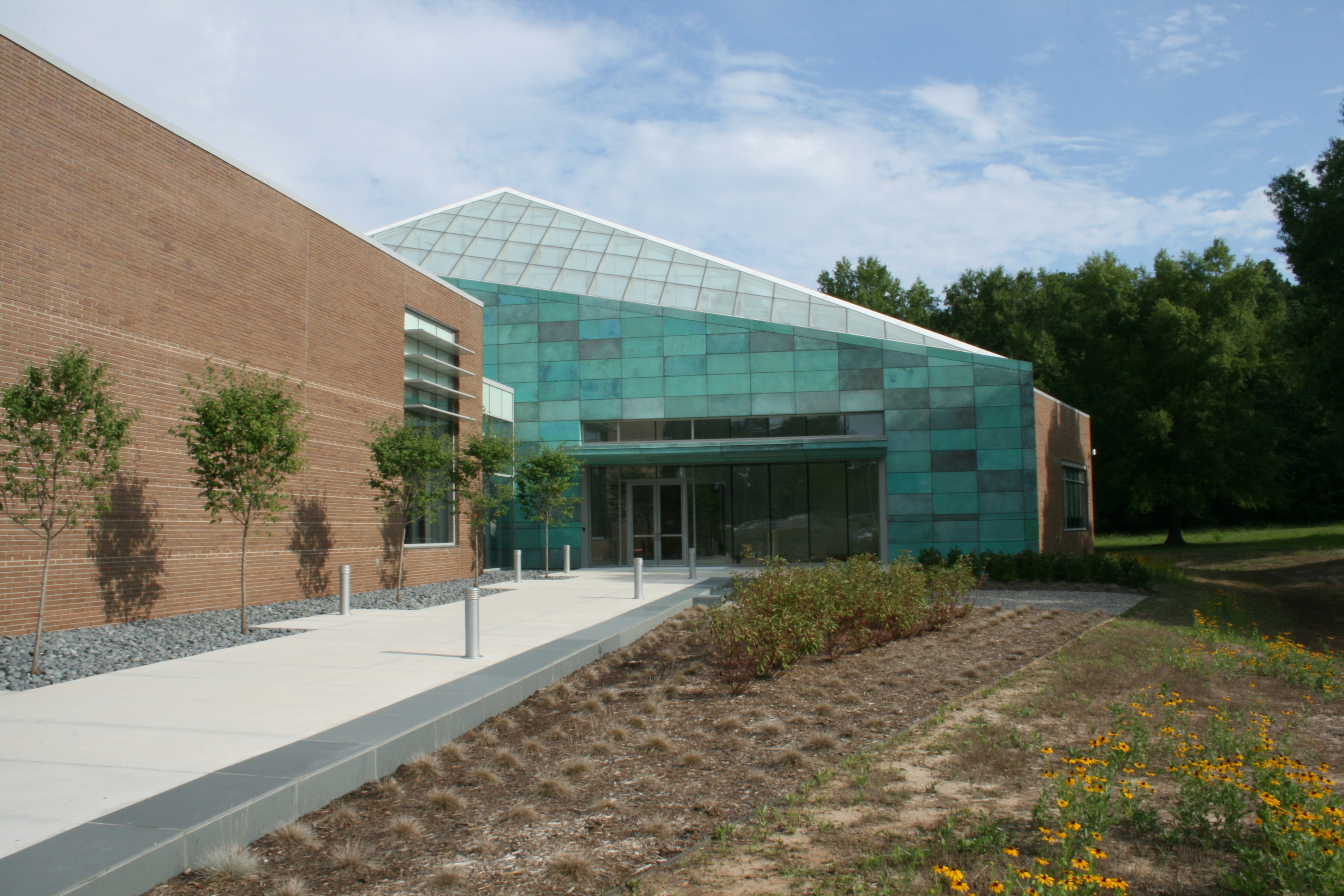
リサーチ・トライアングル・パーク本部

ローリーが特に力を入れている産業分野としては、情報技術・通信機器、コンピュータ/ビデオゲーム、高度医療、生命工学、および繊維産業が挙げられる。1959年にローリー、ダーラム、チャペルヒルの3市町間にリサーチ・トライアングル・パークが設立されて以降、この地域はハイテク産業の研究・開発の中心地として発展してきた。レッドハットがローリーに、SAS Instituteが西郊のケーリーに、レノボが北西郊のモリスビルに本社を置いているほか、IBM、シスコシステムズ、ノーテルネットワークス、NetAppなどもリサーチ・トライアングル地域に重要拠点を置いている。また、ローリーにおいてはビジネス用途のコンピュータ技術だけでなく、コンピュータゲーム・ビデオゲームも重要な産業である。ローリーとその周辺には30社以上のゲーム関連企業が立地し、1,000人以上を雇用している。
リサーチ・トライアングル・パークの存在は情報技術・通信機器・コンピュータ産業だけでなく、高度医療や生命工学の発展にもつながっている。これに加え、ノースカロライナ州立大学のセンティニアル・キャンパスには生命産業訓練・教育センター（Biomanufacturing Training and Education Center、BTEC）が設置され、生命工学や製薬に携わる研究・開発者を育成するための教育・訓練を行っている。また、センティニアル・キャンパスには繊維学部も置かれ、ノースカロライナ州伝統の繊維産業の発展を支えている。ローリーの地で生産された繊維製品は、医療用品や自動車産業、航空宇宙産業においても利用されている。

## 交通

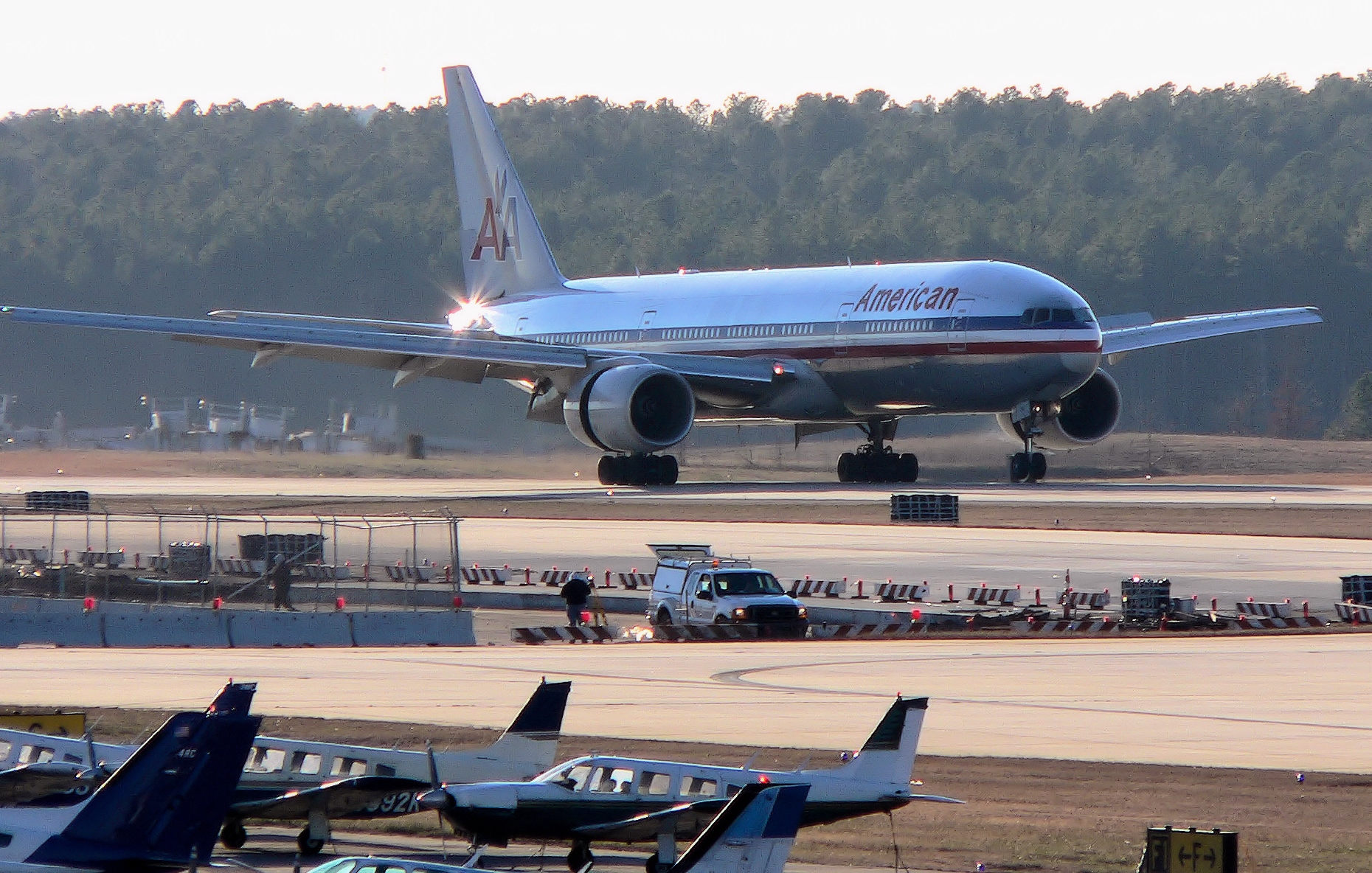
ローリー・ダーラム国際空港に着陸した、ロンドン・ガトウィック空港からのアメリカン航空便

ローリー・ダーラム国際空港（IATA: RDU）は市中心部の北西約20km、ローリーとダーラムの間に立地する。ローリーをはじめとするリサーチ・トライアングル地域の空の玄関口となっている。国内外からの直行便が就航しており、年間利用客数は1000万人を超える。
州間高速道路I-40は市の南側を通っている。I-40は大陸を横断する幹線で、ノースカロライナ州内においても、アパラチア山中のアシュビル、ピードモント台地上のグリーンズボロ、ローリー、そして大西洋岸のウィルミントンを結ぶ、重要度の高い道路である。I-40の支線であるI-440は、1970年代から1980年代にかけて、市の主要道路の混雑緩和を目的に建設された環状道路である。I-440はその後2005年から2007年にかけて北側半分が開通した環状線I-540とともに、ローリーの二重環状線をなしている。

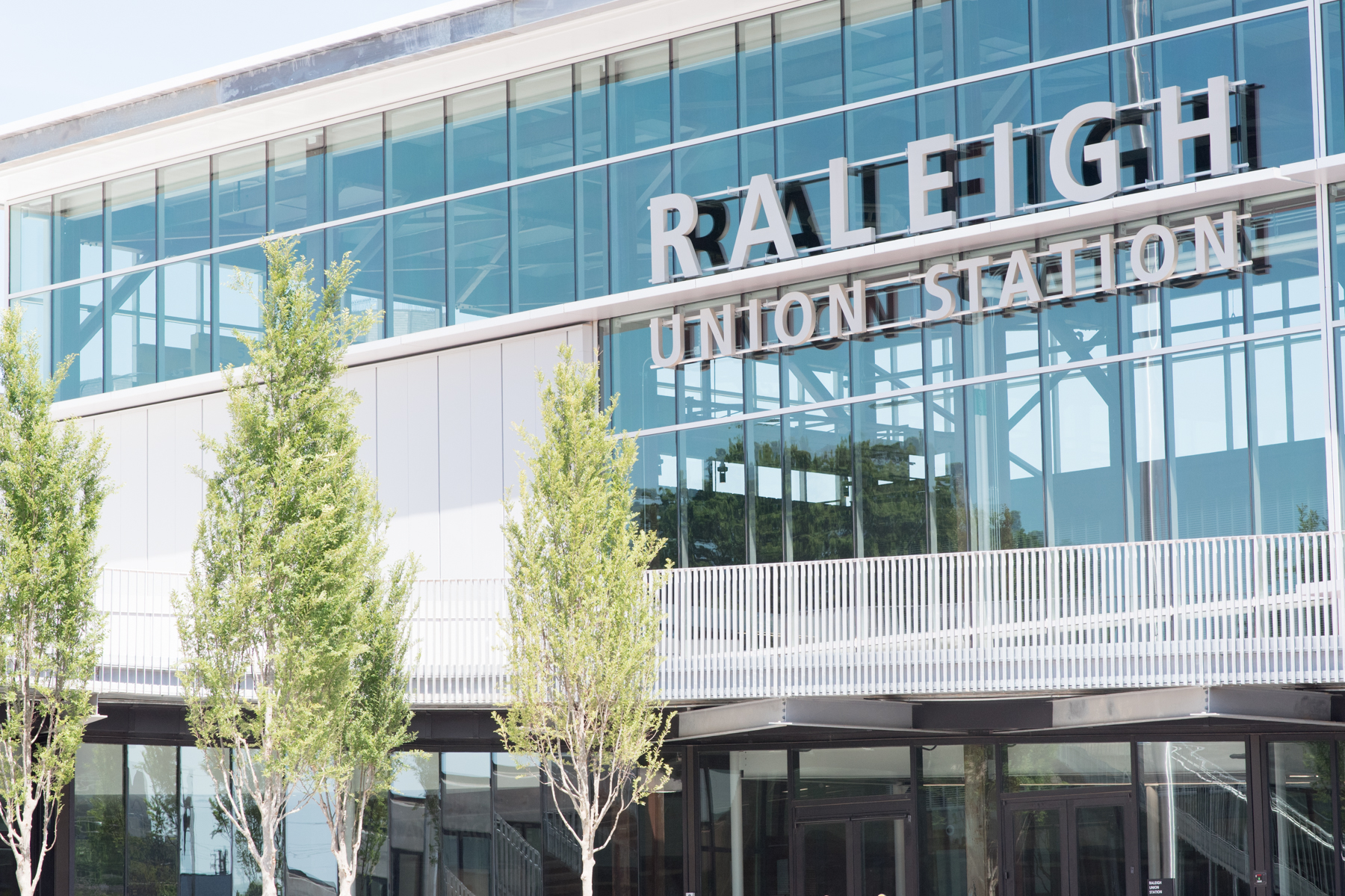
ローリーのユニオン駅

ユニオン駅は2018年7月にダウンタウンに開業した。アムトラックのニューヨークとマイアミをローリー経由で結ぶ夜行長距離列車シルバー・スター号が1日1往復、ニューヨークとシャーロットとを結ぶ昼行長距離列車カロリニアン号が1日1往復停車する。また、ローリーとシャーロットを1日2往復運行している昼行中距離列車ピードモント号の東の起点となっている。これらの列車を全てあわせると、ローリーからシャーロット方面へは1日3便（カロリニアン号が1便とピードモント号が2便）、ニューヨーク方面へは1日2便（カロリニアン号とシルバー・スター号が1便ずつ）、フロリダ方面へは1日1便走っていることになる。
ローリー市内の公共交通は州都地域交通（CAT）の運営する路線バス網によってカバーされている。CATは38系統の路線を運行している。このほか、ローリーとダーラム、チャペルヒル、ケーリーを結ぶバス、市内とローリー・ダーラム国際空港を結ぶバス、市内とリサーチ・トライアングル・パークを結ぶバスなどは、より広域をカバーする交通局であるトライアングル交通局（TTA）が運行している。

## 教育

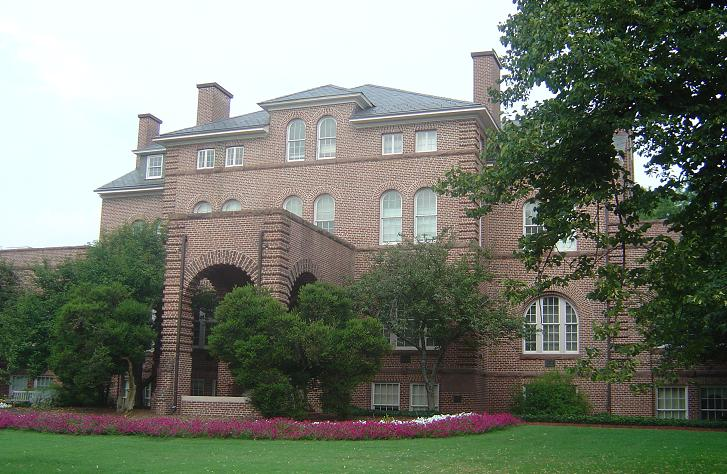
ノースカロライナ州立大学

ノースカロライナ州立大学はダウンタウンの西にメインキャンパス、メインキャンパスの約1.6km南にセンティニアル・キャンパス、約4km西にウェスト・キャンパスと、3つのキャンパスを構えている。1887年に開校したノースカロライナ農工大学を前身とするこの州立大学は、ダーラムのデューク大学、チャペルヒルのノースカロライナ大学と共にリサーチ･トライアングル地域を代表する大学である。同学は1932年にノースカロライナ大学システムに加わり、1963年に現在の校名に改められた。同学はリサーチ・トライアングル地域最大の大学で、学部生約23,700人、大学院生約7,400人を抱えている。同学は農工大学からの伝統の農学部および工学部に加えて、デザインや繊維学の分野で高い評価を受けている。また同学のスポーツチーム、ウルフパックはノースカロライナ大学のターヒールズやデューク大学のブルーデビルズ同様、アトランティック・コースト・カンファレンスに所属している。
ノースカロライナ州立大学に加えて、ローリーには4校の私立大学がキャンパスを構えている。メレディス女子大学は1891年創立のバプテスト系リベラルアーツ・カレッジで、女子学生のみ約2,000名を抱えている。同学のキャンパスはノースカロライナ州立大学のメインキャンパスの北西に立地している。ピース女子大学は約700名の学生を抱える長老派教会系のリベラルアーツ・カレッジで、その創立は1857年と、ローリーでは最も長い歴史を有する。ショー大学と聖公会系のセントオーガスティン大学は、Historically Black Collegeと呼ばれる、アフリカ系の学生に高等教育の機会を与えるために設立された大学である。ショー大学には約2,700名、セントオーガスティン大学には約1,700人の学生が在学している。
ローリーのK-12課程はウェイク郡公立学校システムの下で運営されている公立学校によって支えられている。もともとはローリー市とウェイク郡は別個に公立学区を有していたが、1976年に合併してウェイク郡公立学校システムとなった。同学区はノースカロライナ州最大、全米でも19番目の規模を有する公立学区である。この公立学校とは別個に、ローリーでは初等教育9校、高校3校のチャーター・スクールが州の認可の下に運営されている。このほか、ローリー市内には各教派の教会が設立した学校などの私立学校が25校ある。

## 文化

### 芸術と文化施設
ノースカロライナ美術館はダウンタウンの北西、ノースカロライナ・ステート・フェア会場やノースカロライナ州立大学ウェスト・キャンパスの近くに立地している。同館は古代美術から近代美術まで、またアメリカ美術のみならずヨーロッパ美術やアフリカ美術まで、幅広い作品を展示している。これらの展示品の大部分は公費で購入されている。また、広大な敷地を有する同館の屋外には彫刻が点在し、全米有数の彫刻公園を形成している。同館の敷地内には野外劇場もあり、コンサートやライブ演奏会も開かれる。2000年には、同館に寄付されたオーギュスト・ロダンの彫刻22体を特別展示し、300,000人以上の来客を集めた。
プログレス・エナジー演技芸術センターは、もともとは1932年に建てられたローリー記念講堂に、フレッチャー・オペラ・シアター、ケネディ・シアター、およびメイマンディ・コンサート・ホールが2001年に加わり、統合してできた複合施設である。2,277席を有するローリー記念講堂ではしばしばミュージカルの公演が行われる。ノースカロライナ交響楽団はメイマンディ・コンサート・ホールを本拠地としている。他にも、ノースカロライナ歌劇団、カロライナ・バレエ、ノースカロライナ劇団などがこのプログレス・エナジー・センター内の施設で公演を行っている。プログレス・エナジー・センターの前面にはリッチン・プラザという芝生の広場が設けられている。この広場は野外のイベント会場として使われている。
ダウンタウンにはノースカロライナ自然科学博物館、およびノースカロライナ歴史博物館という2つの博物館がある。ノースカロライナ自然科学博物館は、アパラチア山地からピードモント台地を経て大西洋岸に至るまでのノースカロライナの動植物や、ノースカロライナの自然史に関する展示物を展示している。同館は年間約700,000人の見学客を集めている。一方、ノースカロライナ歴史博物館は、ノースカロライナにおける軍事や装飾芸術、人々の暮らしなど、人類の歴史に的を絞った展示物を展示している。同館内にはノースカロライナスポーツ殿堂も併設されている。

### スポーツ

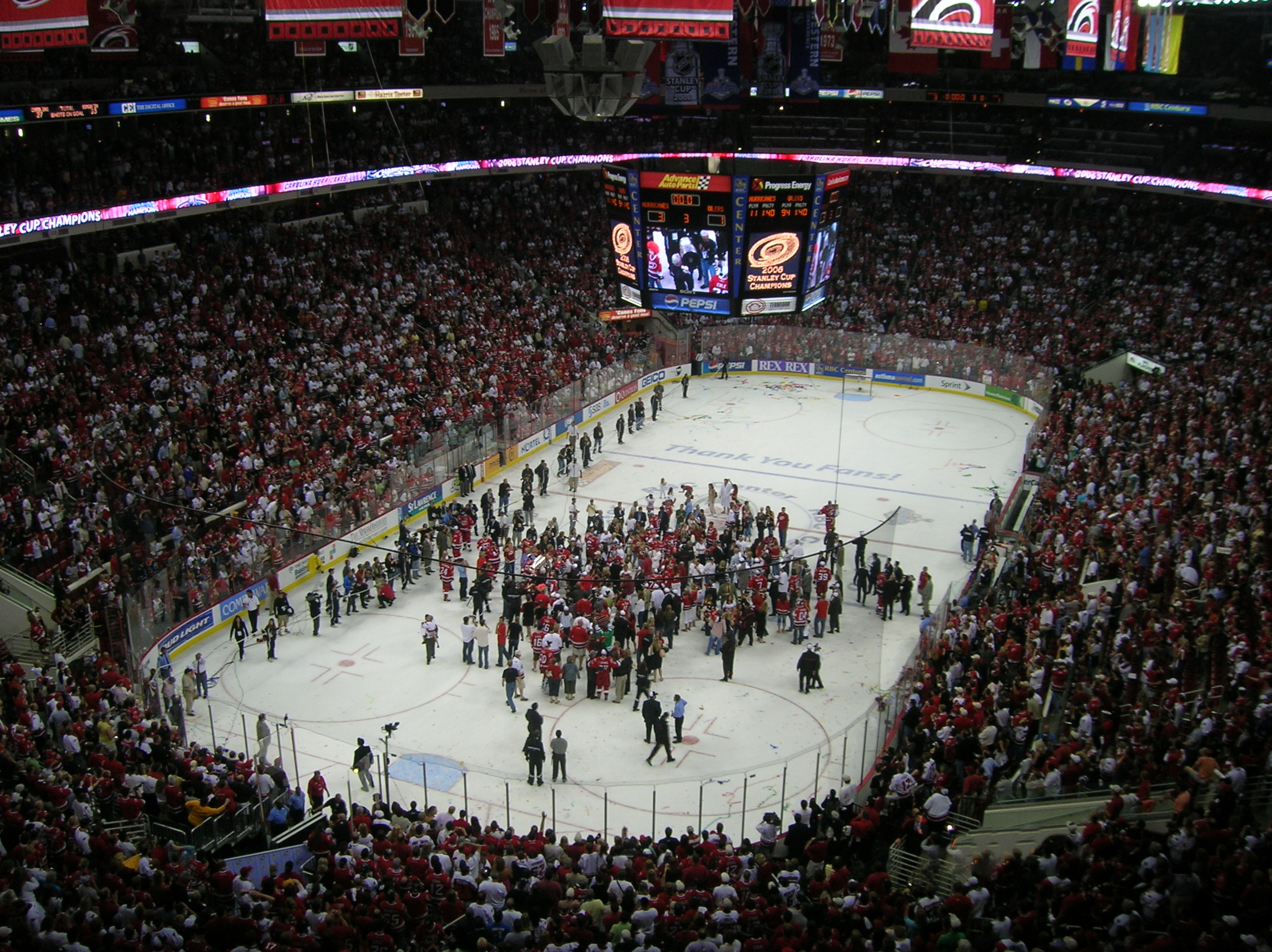
2006年、カロライナ・ハリケーンズはRBCセンターでスタンレーカップ優勝を決めた

ローリーにはNHLイースタン・カンファレンス南東地区に属するカロライナ・ハリケーンズが本拠を置いている。もともとはコネチカット州ハートフォードに本拠を置くチームで、チーム名もハートフォード・ホエーラーズといった。1997年にホエーラーズは成績と人気の低迷からの脱却を図ってノースカロライナ州に移転し、チーム名もカロライナ・ハリケーンズと改めた。新本拠地とする予定であったRBCセンターが建設中であったため、カロライナ・ハリケーンズとしての最初の2年間はグリーンズボロのグリーンズボロ・コロシアムを仮本拠地としてプレーしていた。1999年にRBCセンターが完成すると、ハリケーンズはローリーでのプレーを始めた。ローリーに移転してからのハリケーンズは急速に力をつけ、2001年には決勝でデトロイト・レッドウィングスに敗れはしたものの、チーム史上初のスタンレー・カップ決勝進出を果たした。2006年には再び決勝進出を果たし、RBCセンターでの第7戦でエドモントン・オイラーズを破って初優勝を果たした。ハリケーンズのスタンレー・カップ獲得は、ノースカロライナ州に本拠を置くプロスポーツチームとしても初となる全米タイトルであった。
RBCセンターはノースカロライナ州立大学ウェスト・キャンパスの西、同大学のスタジアムであるカーター・フィンレー・スタジアムに隣接して建っている。同センターはハリケーンズのみならず、ノースカロライナ州立大学ウルフパックの男女バスケットボールチームも本拠地にしている。しかし、カーター・フィンレー・スタジアムとは異なり、大学側は同センターを所有しておらず、運営にも関与していない。
1931年よりシャーロットのジム・クロケット・プロモーションズ、ワールド・チャンピオンシップ・レスリングなどがプロレスリング興行を本格的に行っており、ノースカロライナ州、サウスカロライナ州、バージニア州を地盤とし、ミッドアトランティック地区と呼ばれ、ドアトン・アリーナ（Dorton Arena）で大会が行われた。2029年、FISUワールドユニバーシティゲームズが開催予定。

## 人口動態

### 都市圏人口
ローリーの都市圏、および広域都市圏を形成する各郡の人口は以下の通りである（2010年国勢調査）。
ローリー・ケーリー都市圏
| 郡             | 州                 | 人口        |
| -------------- | ------------------ | ----------- |
| ウェイク郡     | ノースカロライナ州 | 900,993人   |
| ジョンストン郡 | ノースカロライナ州 | 168,878人   |
| フランクリン郡 | ノースカロライナ州 | 60,619人    |
| 合計           | 合計               | 1,130,490人 |

ローリー・ダーラム・チャペルヒル広域都市圏
| 都市圏/小都市圏              | 郡                       | 州                       | 人口        |
| ---------------------------- | ------------------------ | ------------------------ | ----------- |
| ローリー・ケーリー都市圏     | ローリー・ケーリー都市圏 | ローリー・ケーリー都市圏 | 1,130,490人 |
| ダーラム・チャペルヒル都市圏 | ダーラム郡               | ノースカロライナ州       | 267,587人   |
| ダーラム・チャペルヒル都市圏 | オレンジ郡               | ノースカロライナ州       | 133,801人   |
| ダーラム・チャペルヒル都市圏 | チャタム郡               | ノースカロライナ州       | 63,505人    |
| ダーラム・チャペルヒル都市圏 | グランビル郡             | ノースカロライナ州       | 59,916人    |
| ダーラム・チャペルヒル都市圏 | パーソン郡               | ノースカロライナ州       | 39,464人    |
| ヘンダーソン小都市圏         | バンス郡                 | ノースカロライナ州       | 45,422人    |
| 合計                         | 合計                     | 合計                     | 1,740,185人 |

### 市域人口推移
以下にローリー市における1900年から2010年までの人口推移をグラフおよび表で示す。
| 統計年 | 人口      |
| ------ | --------- |
| 1900年 | 13,643人  |
| 1910年 | 19,218人  |
| 1920年 | 24,418人  |
| 1930年 | 37,379人  |
| 1940年 | 46,879人  |
| 1950年 | 65,679人  |
| 1960年 | 93,931人  |
| 1970年 | 122,830人 |
| 1980年 | 150,255人 |
| 1990年 | 212,092人 |
| 2000年 | 276,093人 |
| 2010年 | 403,892人 |

## 姉妹都市
ローリーは以下3都市と姉妹都市提携を結んでいる。
- コンピエーニュ（フランス）[29]
- キングストン・アポン・ハル（イギリス・イングランド）
- ロストック（ドイツ）